# 布拉德利·恩科阿纳
布拉德利·博特谢洛·恩科阿纳（2005年1月29日—），南非男子田径运动员，主攻短跑，2024年南非田径锦标赛100米比赛第三名，2024年夏季奥林匹克运动会男子4×100米接力银牌得主。